# 五和镇 (武威市)
五和镇，是中华人民共和国甘肃省武威市凉州区下辖的一个乡镇级行政单位。
2016年，甘肃省民政厅批复同意撤销五和乡，设立五和镇。

## 行政区划
五和镇下辖以下地区：
沙金村、五和村、五爱村、下寨村、候吉村、胜利村、支寨村和新沟村。